# Associazione Calcio Cesena 1963-1964
Questa pagina raccoglie le informazioni riguardanti l'Associazione Calcio Cesena nelle competizioni ufficiali della stagione 1963-1964.

## Rosa
| N. |                   | Ruolo | Calciatore        |
| -- | ----------------- | ----- | ----------------- |
|    | Italia (bandiera) | A     | Enzo Badiani      |
|    | Italia (bandiera) |       | Benvenuti         |
|    | Italia (bandiera) | D     | Giancarlo Bessi   |
|    | Italia (bandiera) | D     | Denis Brunazzi    |
|    | Italia (bandiera) | C     | Renzo Busignani   |
|    | Italia (bandiera) | D     | Italo Castellani  |
|    | Italia (bandiera) | A     | Lauro Ceccarelli  |
|    | Italia (bandiera) | C     | Franco Dianti     |
|    | Italia (bandiera) | P     | Pietro Fioravanti |
|    | Italia (bandiera) | C     | Claudio Govoni    |

| N. |                   | Ruolo | Calciatore          |
| -- | ----------------- | ----- | ------------------- |
|    | Italia (bandiera) | C     | Claudio Guglielmoni |
|    | Italia (bandiera) | C     | Leonello Leoni      |
|    | Italia (bandiera) | P     | Lidio Maietti       |
|    | Italia (bandiera) | A     | Luciano Mazzotti    |
|    | Italia (bandiera) | A     | Ettore Ninni        |
|    | Italia (bandiera) | C     | Sergio Orlandi      |
|    | Italia (bandiera) | D     | Claudio Piselli     |
|    | Italia (bandiera) | D     | Luigi Robbiati      |
|    | Italia (bandiera) | A     | Sandro Tagliavini   |